# 바게헤르페톤
바게헤르페톤(Bageherpeton)은 페름기 후기에 멸종된 아르케고사우루스류의 양서류이다. 브라질의 리우두라스트로 층에서 발견되었으며, 속명의 뜻은 발견된 곳 근처의 바게(Bagé) 도시와 기어다니는 것을 의미하는 헤르페톤(herpeton, ἑρπετόν)를 결합해 '기어다니는 동물'을 의미한다.